# Alternanthera herniarioides
Alternanthera herniarioides là loài thực vật có hoa thuộc họ Dền. Loài này được Beurl. mô tả khoa học đầu tiên năm 1854.